# Vlkoš (district de Přerov)
Pour les articles homonymes, voir Vlkoš.
Vlkoš (en allemand : Wilkosch, précédemment Wlkosch) est une commune du district de Přerov, dans la région d'Olomouc, en République tchèque. Sa population s'élevait à 690 habitants en 2020.

## Géographie
Vlkoš se trouve à 8 km au sud-sud-ouest du centre de Přerov, à 26 km au sud-est d'Olomouc, à 78 km au sud-ouest d'Ostrava et à 228 km à l'est-sud-est de Prague.
La commune est limitée par Bochoř et Věžky au nord, par Říkovice à l'est, par Žalkovice, Kyselovice et Chropyně au sud, et par Záříčí à l'ouest.

## Histoire
La première mention écrite du village date de 1294.

## Administration
La commune se compose de deux quartiers :
- Kanovsko
- Vlkoš

## Transports
Par la route, Vlkoš se trouve à 8 km du centre de Přerov, à 32 km d'Olomouc et à 279 km de Prague.